# (2213) Meeus
(2213) Meeus es un asteroide perteneciente al cinturón de asteroides descubierto por Eugène Joseph Delporte desde el Real Observatorio de Bélgica, en Uccle, el 24 de septiembre de 1935.

## Designación y nombre
Meeus recibió al principio la designación de 1935 SO1.
Más tarde, en 1981, se nombró en honor del meteorólogo belga y astrónomo aficionado Jean Meeus.

## Características orbitales
Meeus orbita a una distancia media del Sol de 2,199 ua, pudiendo acercarse hasta 1,702 ua y alejarse hasta 2,697 ua. Su inclinación orbital es 5,333 grados y la excentricidad 0,2262. Emplea 1191 días en completar una órbita alrededor del Sol.

## Características físicas
La magnitud absoluta de Meeus es 13,4 y el periodo de rotación de 2,651 horas.